# Lía Víssi
 (juin 2024).
Si vous disposez d'ouvrages ou d'articles de référence ou si vous connaissez des sites web de qualité traitant du thème abordé ici, merci de compléter l'article en donnant les références utiles à sa vérifiabilité et en les liant à la section « Notes et références ».
Lía Víssi (grec moderne : Λία Βίσση), nom de scène d’Olympía Víssi (grec moderne : Ολυμπία Βίσση), née le 20 décembre 1955 à Larnaca, est une chanteuse chypriote. Elle est la représentante de Chypre au Concours Eurovision de la chanson 1985.

## Biographie
Elle apprend le piano à partir de quatre ans. Avec ses sœurs Ánna et Nicki, Lía Víssi fonde le groupe folk The Vissi Sisters. Après qu'Ánna remporte un concours de talents, la famille déménage en Grèce en 1973. Lía Víssi étudie au Conservatoire grec d'Athènes et suit le cours de piano. Elle y enseignera à partir de 1987.
Sa carrière professionnelle commence à la fin des années 1970. En 1978, elle participe aux demi-finales du Festival de la chanson de Thessalonique, mais ne se qualifie cependant pas pour la finale (16e place). En 1979, Lía Víssi est présente pour la première fois au Concours Eurovision de la chanson en tant que choriste pour Elpída, représentante de la Grèce. Un an plus tard, elle fait partie du groupe The Epikouri, qui accompagne sa sœur Ánna Víssi, représentante de la Grèce. En 1984, elle est deuxième du concours de sélection pour représenter Chypre au Concours Eurovision de la chanson.
Elle devient la représentante de Chypre au Concours Eurovision de la chanson 1985 et interprète la chanson To katálava argá qu'elle a écrite et composée. À la fin des votes, elle obtient 15 points et finit seizième des dix-neuf participants.
En 1991 et 1992, elle prend la deuxième place de la finale du concours de sélection de la Grèce pour le Concours Eurovision de la chanson.
Elle travaille pour la télévision en composant et en chantant des thèmes musicaux pour des feuilletons grecs comme Oi men kai oi den.
Depuis 1998, elle enseigne le chant dans un conservatoire privé d'Athènes, tandis qu'en 2002, elle collabore avec le Conservatoire national de Chypre pour enseigner le chant contemporain grec et en langue étrangère comme la comédie musicale.
Elle participe aux élections législatives chypriotes de 2006 dans le district de Larnaca comme candidate du parti Rassemblement démocrate, mais n'est pas élue malgré la présence de sa sœur Ánna.
Elle fut mariée au pianiste et compositeur chypriote Savva Savva, tandis que de son mariage avec le compositeur Giannis Piliouris, elle eut deux enfants, Nikolas et Zanina Piliouris.